# Agencja Dostaw Euratomu
Agencja Dostaw Euratomu (ang. Euratom Supply Agency, fr. Agence d'approvisionnement de l'Euratom), agencja utworzona w 1960 r. na podstawie artykułu 2(d) i artykułu 52 Traktatu o Euratomie w celu zapewnienia regularnych i równych dostaw paliwa jądrowego dla odbiorców z krajów UE. ESA prowadzi politykę równego dostępu do źródeł zaopatrzenia. Agencja ma prawo do opcji na zakup rud uranu i materiałów rozszczepialnych wytwarzanych na terenie Wspólnoty Europejskiej oraz wyłączne prawo do zawierania kontraktów na dostawy materiałów rozszczepialnych pochodzących tak z wewnątrz jak i z zewnątrz Wspólnoty. Agencja może także wspierać finansowo poszukiwanie rud uranu w krajach członkowskich.